# ایگناسیا آلاماند
ایگناسیا آلاماند (به انگلیسی: Ignacia Allamand) (زاده ۲۹ اوت ۱۹۸۱) بازیگر اهل شیلی است.
از کارهای معروف او می‌توان به بازی در فیلم‌های پس‌لرزه، جهنم سبز و تق تق اشاره کرد.